# Enicospilus mythrus
Enicospilus mythrus là một loài tò vò trong họ Ichneumonidae.